# پاترسون (کالیفرنیا)
پاترسون (به انگلیسی: Patterson) شهری در شهرستان استانیسلاس، کالیفرنیا ایالت کالیفرنیا است که در سرشماری سال ۲۰۱۰ میلادی، ۲۰۴۱۳ نفر جمعیت داشته است.